# Walther Kaldewey
Walther Kaldewey (* 10. Dezember 1896 in Mönchengladbach; † 13. Januar 1954 in Bremen) war ein deutscher Psychiater, der als T4-Gutachter in die nationalsozialistischen Euthanasieverbrechen involviert war.

## Leben
Kaldewey nahm im Rang eines Leutnants am Ersten Weltkrieg teil. Nach Kriegsende absolvierte er ein Studium der Medizin und promovierte an der Universität Berlin 1923 mit der Dissertation: Hirnpunktion bei Hirntumoren zum Dr. med. Kaldewey war 1930/31 als Assistent am Kaiser-Wilhelm-Institut für Hirnforschung; Auseinandersetzungen mit Oskar Vogt sollen zu seiner Entlassung geführt haben.
Zunächst Assistenzarzt an der Provinzial-Heilanstalt Eickelborn, stieg er dort 1934 bis zum ärztlichen Direktor auf. Ab Oktober 1936 war er Direktor der Heil- und Pflegeanstalt Marsberg und wechselte im Dezember 1939 als Nachfolger Theodor Steinmeyers als Direktor an die Heil- und Pflegeanstalt Ellen in Bremen und bekleidete diese Funktion bis zum Ende des Zweiten Weltkrieges. Angeblich auf Veranlassung durch die bremische Gesundheitsbehörde wurden Patienten aus Kaldeweys Klinik in Begleitung eines Oberarztes in die Tötungsanstalt Obrawalde/Meseritz deportiert.
Kaldewey war bereits zum 1. Oktober 1931 der NSDAP beigetreten (Mitgliedsnummer 677.231). Zudem gehörte er der SA an und stieg in dieser NS-Organisation bis zum Oberführer auf. Er war auch Mitglied des NS-Ärztebundes sowie der NSV und engagierte sich beim Amt für Volksgesundheit. Vom 28. Februar 1940 bis 29. Januar 1941 war Kaldewey an der Ermordung von Psychiatriepatienten als T4-Gutachter beteiligt. Er arbeitete auch an dem Entwurf zum nicht in Kraft getretenen Euthanasiegesetz mit.
Nach Kriegsende befand er sich bis 1948 in amerikanischer Internierung und wurde nach seiner Entlassung in einem Spruchkammerverfahren als Entlasteter entnazifiziert. Anschließend war er als niedergelassener Psychiater in Bremen tätig und bearbeitete zudem als Gutachter Renten- und Entschädigungsfragen. Als Fachgutachter versagte er den antragstellenden NS-Opfern größtenteils die Gewährung von Renten oder Entschädigungen oftmals mit der Begründung, dass bei den Begutachteten „seelische Bereicherungen durch KZ-Haft“ und/oder „Rentenneurosen“ vorliegen würden.